# Lysiteles
Lysiteles là một chi nhện trong họ Thomisidae.